# LCAAJ-Projekt
Das Projekt Language and Culture Archive of Ashkenazic Jewry (LCAAJ) (Archiv der Sprache und Kultur des aschkenasischen Judentums) ist eine außerordentliche Ressource für die Erforschung des Jiddischen und der Kultur des aschkenasischen Judentums. Es besteht aus 5755 Stunden Tonbandaufzeichnungen von Interviews mit jiddisch sprechenden Informanten, die zwischen 1959 und 1972 aufgezeichnet wurden, sowie etwa 100.000 Seiten Niederschriften des Sprachmaterials. Das Archiv enthält keine Transkriptionen der Interviews.
Die Interviewten, in Israel, dem Elsass, den USA, Kanada und Mexiko lebende Emigranten und Überlebende des Holocaustes, waren als ehemalige Bewohner von 603 Gemeinden in Mittel- und Osteuropa sorgfältig ausgewählt worden, um die Verteilung der Jiddisch sprechenden Bevölkerung am Vorabend des Zweiten Weltkriegs widerspiegeln zu können. In einer Reihe von Interviews, die zwischen 2,5 und 16 Stunden dauerten, antworteten die Befragten auf Fragen zu einer Vielzahl von Themen über die jiddische Sprache und Kultur. Das Projekt wurde von Uriel Weinreich begründet, dem späteren Leiter der Abteilung für Linguistik an der Columbia University, und wurde nach seinem Tod im Jahr 1967 unter der Leitung von Marvin Herzog, Professor für jiddische Studien an der Columbia University, weitergeführt, der das Archiv 1995 den Columbia University Libraries spendete.

## Projektgründe
Uriel Weinreich sah es als eine Angelegenheit von höchster Dringlichkeit, die Geographie der aschkenasischen Volkskultur und des europäischen Jiddisch zu rekonstruieren, da nach der weitgehenden Vernichtung des europäischen Judentums während des Zweiten Weltkrieges die Zahl der Emigranten und Überlebenden schwand, von denen noch zuverlässige Aussagen über das gesprochene Jiddisch und die osteuropäische jüdische Volkskultur gesammelt werden konnte:

„Was in einem Jahr gewöhnlich ist, kann im nächsten Jahr bereits an den Rand des Vergessens gedrängt sein.... Was gestern noch zu selbstverständlich für das Studium war, wird  plötzlich kostbar.... Was wir nicht ungefähr im nächsten Jahrzehnt sammeln, ist für immer verloren.“

Die daraus entstandene Sammlung von zirka 6000 Stunden Interview mit jiddisch sprechenden Emigranten und 100.000 Seiten Niederschrift bildet das Archiv für Sprache und Kultur des aschkenasischen Judentums (LCAAJ). Das Archiv befindet sich in der Butler Library an der Columbia University New York.

## Der Atlas für Sprache und Kultur des aschkenasischen Judentums
Das Forschungsvorhaben war von Anbeginn darauf gerichtet, einen mehrbändigen Sprachatlas zu schaffen. Dieser besteht aus Büchern mit Karten, die aus dem Material des Archivs beruhen und die Verteilung von Sprach- und Kulturvarianten widerspiegeln, die die jüdischen Gemeinschaften Zentral- und Osteuropas vor dem Zweiten Weltkrieg charakterisieren. 
Der Sprach- und Kulturatlas des aschkenasischen Judentums (Language and Culture Atlas of Ashkenazic Jewry, LCAAJ) wird von einem Kollegium herausgegeben, Chefherausgeber sind Marvin Herzog und Andrew Sunshine in New York sowie Ulrike Kiefer, Robert Neumann, und Wolfgang Putschke in Deutschland. Veröffentlicht wird er vom Max Niemeyer Verlag, Tübingen, Deutschland, und durch das YIVO Institute for Jewish Research in New York. Band I, II und III des als elfbändige Ausgabe konzipierten Atlases sind bereits erschienen.
Der LCAAJ ist der erste Sprachatlas, der auf der strukturellen Dialektologie basiert. Dieser Methode wurde von Uriel Weinreich durch seinen programmatischen Aufsatz Is an structural dialectology possible (1954) vorbereitet.

## Bedeutung des LCAAJ
Das Material von Archiv und Atlas der Sprache und Kultur des aschkenasischen Judentums ist eine Fundgrube für  Linguisten und Dialektologen auf dem Gebiet des Jiddischen, Hebräischen und Aramäischen sowie der germanischen, slawischen und anderer europäischer Sprachen, für Ethnologen, Volkskundler, Musikethnologen und Historiker für Mittel- und Osteuropa. Da viele der Tonaufnahmen von Überlebenden des Holocaust stammen, könnte einiges aus dem aufgezeichneten biographischen Material für die Geschichte des Holocaust relevant sein.
Da Jiddisch die geeignete „Sprache-in-Kontakt“ war, überall in territorialer Gemeinschaft mit einer anderen europäischen Sprache, bietet das Material des LCAAJ eine gute Gelegenheit für die Untersuchung der zweisprachigen Dialektologie, die vergleichende Untersuchung der Varianten von Sprachen, die im selben geografischen Gebiet beheimatet sind, und hat einen hohen Wert für die Sprachkontaktforschung.
Für die Linguistik der semitischen Sprachen ist das Material des LCAAJ von Interesse, da es Jiddisch als das sprachliche Transportmittel zeigt, dass eine beträchtliche Menge hebräischen und aramäischen Materials in die Alltagssprache der aschkenasischen Juden und durch sie in die umgebenden Alltagssprachen überführte. Die besondere Bedeutung des LCAAJ für die Germanistik ergibt sich aus der Tatsache, dass Jiddisch die einzige germanische Sprache ist, die die mittelalterlichen Vorläufer des Deutschen teilt, und seine Unterschiedlichkeit in jahrhundertelangem territorialem und sprachlichem Kontakt mit dem Deutschen entwickelt hat. Darüber hinaus bildete das Jiddisch über Jahrhunderte eine Brücke zwischen dem deutschen und dem slawischen Sprachraum. Das Material ist deshalb für Germanisten wie Slawisten in gleichem Maße interessant und auch für die Kontroverse über den Status des Jiddischen als einer slawischen oder einer germanischen Sprache. 
Für Laien, Wissenschaftler, Lehrer und Studenten zeigt das LCAAJ die überraschende Vielfalt der regionalen Aussprache, wenig bekannte Worte, unerwartete Unterschiede in der Bedeutung häufig verwendeter Wörter, Unterschiede in der Küche, in rituellen und Festtagsbräuchen, Überzeugungen und Praktiken, Liedern und Spielen.

## Das LCAAJ im Internet
Das LCAAJ ist mit zwei Angeboten im Internet vertreten.

### Projektseite der Columbia University
Die Columbia University präsentiert auf ihrer Projektseite Texte zur Geschichte und zur Nutzung des LCAAJ und bietet eine webbasierte Bestellmöglichkeit für Tonträgerkopien anhand der fünfstelligen Interview-ID. Darüber hinaus ist es möglich, ausgewählte Tonbeispiele direkt anzuhören.

### EYDES – Der Jiddische Sprachatlas im Internet
Das EYDES-Projekt bietet eine webbasierte interaktive Sprachkarte auf Flash-Basis, die das Anhören von Tonbeispielen und Betrachten ausgewählter Isoglossen auf der Karte ermöglicht. (siehe auch weiter unten)

## Ausblick

### Probleme beim Erhalt des Bestandes
Das umfangreiche Tonträgermaterial ist auf Tonbandmaterial aufgezeichnet, dessen Haltbarkeit etwa 20 Jahre beträgt. Deshalb unternimmt die Columbia University Maßnahmen zur Erhaltung und Digitalisierung des Datenbestandes.

### Digitalisierung und Datenbankerfassung
Unter Mitarbeit von Ulrike Kiefer, Mitherausgeberin des Language and Culture Atlas of Ashkenazic Jewry, begann das EYDES-Projekt an der Ruhr-Universität Bochum in den Jahren 1996 bis 2000 mit einem umfangreichen Vorhaben. Die Transkription, Digitalisierung und Erschließung des Materials des LCAAJ durch ein webbasiertes Datenbankinterface wurde durchgeführt. Das Projekt eines frei über das Internet zugänglichen elektronischen Archives der Daten des LCAAJ wird durch den Förderverein für Jiddische Sprache und Kultur e. V. Düsseldorf weitergeführt. Die Libraries of Columbia University und der Förderverein für Jiddische Sprache und Kultur arbeiten bei der Digitalisierung und Erschließung des Archivs zusammen.